# Ann Kirkpatrick

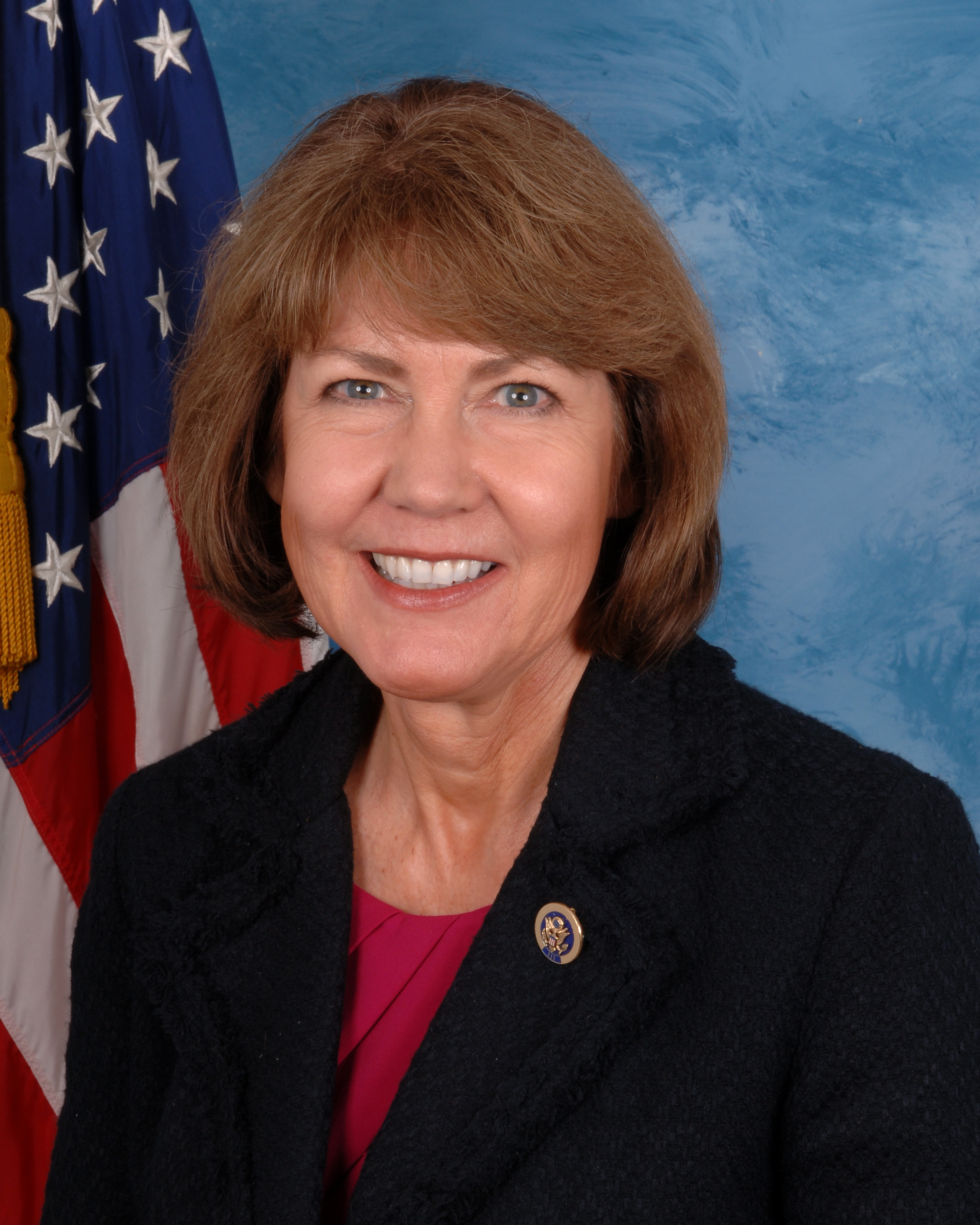
Ann Kirkpatrick

Ann Leila Kirkpatrick (* 24. März 1950 in McNary, Arizona) ist eine amerikanische Politikerin der Demokratischen Partei. Sie war von 2009 bis 2011 und von 2013 bis 2017 Abgeordnete des US-Repräsentantenhauses für den zweiten Distrikt des Bundesstaats Arizona. Sie unterlag als Kandidatin der Demokraten bei der Wahl zum US-Senat 2016 dem Amtsinhaber John McCain. Seit 2019 vertritt sie den 2. Kongresswahlbezirk Arizonas im US-Repräsentantenhaus.

## Familie, Ausbildung und Beruf
Ann Kirkpatrick wuchs in der kleinen Gemeinde Whiteriver im nordöstlichen Arizona auf dem Gebiet eines Indianerreservats der Apachen auf. Dort arbeiteten ihre Eltern, die Lehrerin Nancy Cox und der Einzelhändler Elliot Kirkpatrick, deren Vorfahren aus Europa stammen. Ann Kirkpatrick und ihre beiden jüngeren Geschwister wuchsen in einfachen, ländlichen Bedingungen auf. Die Familie zog während ihrer Schulzeit nach Pinetop-Lakeside im selben County, wo sie die Blue Ridge High School besuchte und durch die Lektüre eines Buches über den Bürgerrechtsanwalt Clarence Darrow bewegt wurde, Anwältin zu werden. Bis 1972 studierte sie in Tucson an der University of Arizona. Als Undergraduate belegte sie Asienstudien und lernte Mandarin. Nach einem Jurastudium an der Law School dieser Universität und ihrer im Jahr 1979 erfolgten Zulassung als Rechtsanwältin begann sie als solche zu arbeiten.
Im Jahr 1980 wurde Kirkpatrick stellvertretende Bezirksstaatsanwältin im Coconino County und arbeitete von 1981 bis 1985 auf demselben Posten des Pima County. Ihr Schwerpunkt dabei waren die Bekämpfung häuslicher Gewalt und von Sexualdelikten. 1985 wechselte sie zum Zivilrecht und vertrat die Stadt Sedona bis 1991 juristisch. Anschließend gründete sie mit einem Partner eine eigene Kanzlei in Flagstaff (Coconino County). Im Jahr 2004 lehrte sie Handelsrecht und Ethik am Coconino Community College.
Sie ist verheiratet und hat zwei Kinder aus einer früheren Ehe. Im Januar 2020 gab sie bekannt, sich wegen Alkoholabhängigkeit in ärztliche Behandlung zu begeben.

## Politische Laufbahn
Nachdem sie zur ersten Kandidatur für ein politisches Mandat wegen ihrer guten Beziehungen zu Indianern gedrängt worden war, kandidierte sie im Jahr 2004 erfolgreich für das Repräsentantenhaus von Arizona, in dem sie 2005 bis 2007 einen Wahlkreis von Flagstaff vertrat. Vor der Kongresswahl 2008 wurde sie in der Vorwahl ihrer Partei für das Abgeordnetenmandat im 1. Kongresswahlbezirk Arizonas nominiert. Der bisherige Inhaber dieses Mandats, Rick Renzi von der Republikanischen Partei, war wegen gegen ihn erhobener Korruptionsvorwürfe nicht mehr angetreten. Die Republikaner nominierten Sydney Ann Hay, die von US-Senator John McCain unterstützt wurde, der sich gleichzeitig um die amerikanische Präsidentschaft bewarb und gegen Barack Obama unterlag. Trotz dieser prominenten Unterstützung für ihre Gegnerin erreichte Kirkpatrick das Abgeordnetenmandat mit 56 Prozent der Wählerstimmen. Sie war Mitglied der Ausschüsse für Heimatschutz, für Kleinunternehmen und für Veteranenangelegenheiten.
In generell schwierigen Bedingungen für die in der Wirtschaftskrise regierenden Demokraten unterlag Kirkpatrick bei der Wahl 2010 ihrem republikanischen Herausforderer Paul Gosar und schied am 3. Januar 2011 aus dem Kongress aus. Bei der Wahl im November 2012 trat sie wieder für ihren früheren Sitz an und besiegte den Republikaner Jonathan Patton mit 49 zu 45 Prozent der Stimmen in einem durch die zeitgleich von Barack Obama gewonnene Präsidentschaftswahl und die hohe Wahlbeteiligung für sie günstigen politischen Klima. Deshalb galt die Wiedergewinnung von Kirkpatricks Kongressmandat als eines der wichtigsten Ziele der Republikaner bei der Kongresswahl im November 2014, die als Halbzeitwahl wiederum die Republikaner begünstigte. Obwohl die Washington Post ihre Chancen auf Verbleib im Repräsentantenhaus vor der Wahl auf gerade einmal 12 Prozent taxierte, besiegte sie ihren republikanischen Herausforderer Andy Tobin mit 5 Prozent Vorsprung – und damit sogar einer Steigerung gegenüber 2012.
Ende Mai 2015 erklärte Kirkpatrick, sich um die demokratische Nominierung für die Wahl zum Senat der Vereinigten Staaten 2016 in Arizona zu bewerben. Sie galt als erste ernstzunehmende Herausforderin des republikanischen Mandatsinhabers John McCain, der zur Wiederwahl antrat. Die Umfragen vor der Wahl am 8. November 2016 hatten etwa gleich hohe Werte für beide Kandidaten gezeigt, weshalb die Arizona Daily Sun diesen Senatswahlkampf als den härtesten bezeichnete, den McCain jemals zu bestreiten hatte. Bei für die Demokraten generell schwachen Ergebnissen unterlag Kirkpatrick deutlich mit 41 zu 54 Prozent der Stimmen. Da sie nicht wieder für ihr bisheriges Mandat im Repräsentantenhaus angetreten war, schied sie am 3. Januar 2017 aus dem Kongress aus.
Im Juli 2017 wurde bekannt, dass sich Kirkpatrick für die Nominierung der Demokraten im 2. Kongresswahlbezirk Arizonas bei der Kongresswahl 2018 bewarb. Zu diesem Zweck siedelte sie von Flagstaff im Gebiet des 1. Bezirks nach Tucson im 2. Bezirk über, einem umkämpften Kongressbezirk, den bis 2015 der Demokrat Ron Barber vertreten hatte und der seitdem von der Republikanerin Martha McSally repräsentiert wurde. Nachdem McSally im Januar 2018 angekündigt hatte, sich statt für ihren bisherigen Sitz bei der Wahl für den US-Senat zu bewerben, sahen politische Beobachter Kirkpatrick – die von der früheren Mandatsträgerin Gabrielle Giffords unterstützt wird – als Favoritin auf den Wahlsieg. In der Vorwahl der Demokraten am 28. August 2018 setzte sie sich mit 41,4 Prozent der Stimmen durch und traf in der Hauptwahl im November auf die Republikanerin Lea Marquez Peterson. Sie gewann mit 53,3 zu 46,7 Prozent der Stimmen und trat ihr Mandat am 3. Januar 2019 an.
Ann Kirkpatrick kandidiert nicht für die Wahl 2022 und wird damit am Ende ihrer Legislaturperiode im Repräsentantenhaus des 117. Kongresses am 3. Januar 2023 ausscheiden.
Sie ist zuletzt Mitglied in folgenden Ausschüssen des Repräsentantenhauses:
- Committee on Appropriations
  - Defense
  - Energy and Water Development, and Related Agencies
  - Financial Services and General Government

## Positionen und Stil
Kirkpatrick gilt als zentristische Demokratin. Unter anderem weicht sie in Fragen des Umweltschutzes deutlich von der generell restriktiveren Parteilinie ab; die Schaffung von Arbeitsplätzen hat für sie Priorität. Sie stimmte gegen die Pipeline Keystone XL und für die dauerhafte Schließung einer Uranmine in der Nähe des Grand Canyon, aber zugleich setzte sie sich mit ihrem republikanischen Kongresskollegen Paul Gosar (der sie 2010 geschlagen hatte) dafür ein, eines der größten Kupfervorkommen der Vereinigten Staaten, das wegen der Heiligkeit des Gebiets für Indianer gesperrt war, auszubeuten (siehe das Resolution-Copper-Projekt in Superior). So erhielt sie von der League of Conservation Voters, einer Interessengruppe für Umweltschutz, 2016 eine mäßige Beurteilung von 63 Prozent Übereinstimmung (John McCain: 4 Prozent, Ruben Gallego: 97 Prozent, Kyrsten Sinema: 60 Prozent).
Auch wenn sie später viele Details kritisiert hat, hat sie für die Gesundheitsreform Barack Obamas gestimmt. Als praktizierende Katholikin setzt sich Kirkpatrick für die Entscheidungsfreiheit von Frauen beim Schwangerschaftsabbruch (Pro-Choice) ein. Hatte sie sich anfangs stark für das Recht auf Waffenbesitz starkgemacht, änderte sie nach dem Amoklauf an der Sandy Hook Elementary School ihre Position und trat für die Zulassung einiger Waffenkontrollen ein. Insbesondere in ihrer Anfangszeit im Kongress leitete Kirkpatrick große Summen an Bundesmitteln in Infrastrukturprojekte ihres Wahlkreises, was sie bei fiskalpolitisch Konservativen in Verruf brachte. Die Interessengruppe Citizens Against Government Waste sah die Übereinstimmung mit ihr bei 13 Prozent (John McCain: 94, Ruben Gallego: 1 Prozent). Sie setzt sich stark für die Rechte von Indianern ein.
Ihr politischer Stil wird als unprätentiös und volksnah beschrieben. Sie spielt verschiedene Instrumente bei Jam-Sessions und spricht neben fließendem Mandarin auch Spanisch, Französisch, Navajo und Neugriechisch.

## Belege
1. ↑  Rep. Ann Kirkpatrick. In: Biography from LegiStorm. Abgerufen am 3. September 2022 (englisch).
2. 1 2  KIRKPATRICK, Ann. In: Biographical Directory of the United States Congress. Abgerufen am 3. September 2022 (englisch).
3. ↑  Miriam Wasser: Ann Kirkpatrick Is on the Hunt For John McCain — Well, His U.S. Senate Seat, At Least. In: Phoenix News Times, 22. Juni 2016 (englisch).
4. ↑  Joe Ferguson: Ann Kirkpatrick to announce run for Congress in District 2. In: Arizona Daily Star, 20. Juli 2017 (englisch).
5. ↑  Miriam Wasser: Ann Kirkpatrick Is on the Hunt For John McCain — Well, His U.S. Senate Seat, At Least. In: Phoenix News Times, 22. Juni 2016 (englisch).
6. ↑  Clare Foran: Arizona congresswoman to seek treatment for 'alcohol dependence'. In: CNN, 15. Januar 2020 (englisch).
7. ↑  Ann Livingston: The Survivor: How Democrat Ann Kirkpatrick Held On. (Memento des Originals vom 29. Mai 2015 im Internet Archive)  Info: Der Archivlink wurde automatisch eingesetzt und noch nicht geprüft. Bitte prüfe Original- und Archivlink gemäß Anleitung und entferne dann diesen Hinweis. In: Roll Call, 18. November 2014 (englisch).
8. ↑  Emily Cahn: Kirkpatrick to Challenge McCain in Arizona. (Memento des Originals vom 26. Mai 2015 im Internet Archive)  Info: Der Archivlink wurde automatisch eingesetzt und noch nicht geprüft. Bitte prüfe Original- und Archivlink gemäß Anleitung und entferne dann diesen Hinweis. In: Roll Call, 26. Mai 2015 (englisch).
9. ↑  Joe Ferguson: Kirkpatrick, Trump giving McCain his toughest race. In: Arizona Daily Sun, 2. Oktober 2016 (englisch).
10. ↑  Another six years: John McCain wins Senate race over Ann Kirkpatrick. In: KTAR.com, 8. November 2016 (englisch); Kirkpatrick, Ann. In: Our Campaigns.
11. ↑  Joe Ferguson: Ann Kirkpatrick to announce run for Congress in District 2. In: Arizona Daily Star, 20. Juli 2017.
12. ↑  David Wasserman: McSally Senate Bid Moves AZ-02 to Lean Democratic. In: Cook Political Report, 12. Januar 2018.
13. ↑  Arizona Primary Election Results. In: The New York Times, 29. August 2018. Siehe die Prognosen 2018 Midterm Election Forecast: Arizona 2nd. In: FiveThirtyEight; Arizona 2nd District – Peterson vs. Kirkpatrick. In: RealClearPolitics.
14. ↑  Arizona Election Results: Second House District. In: The New York Times, 7. November 2018.
15. ↑  Veronica Stracqualursi: Arizona Democrat Ann Kirkpatrick says she won't seek re-election in 2022. In: CNN. 12. März 2021, abgerufen am 3. September 2022 (englisch).
16. ↑  Ann Kirkpatrick. In: Office of the Clerk, U.S. House of Representatives. Abgerufen am 3. September 2022 (englisch).
17. ↑  Miriam Wasser: Ann Kirkpatrick Is on the Hunt For John McCain — Well, His U.S. Senate Seat, At Least. In: Phoenix News Times, 22. Juni 2016 (englisch).

| Personendaten    | Personendaten                               |
| ---------------- | ------------------------------------------- |
| NAME             | Kirkpatrick, Ann                            |
| ALTERNATIVNAMEN  | Kirkpatrick, Ann Leila (vollständiger Name) |
| KURZBESCHREIBUNG | amerikanische Politikerin                   |
| GEBURTSDATUM     | 24. März 1950                               |
| GEBURTSORT       | McNary, Arizona                             |